# Luigi Cantone
Luigi Natale „Gino” Cantone (ur. 21 lipca 1917 w Robbio, zm. 6 listopada 1997 w Novarze) – włoski szpadzista, dwukrotny medalista igrzysk olimpijskich i mistrzostw świata.
Na igrzyskach olimpijskich w Londynie w 1948 roku zdobył dwa medale. Najpierw Włosi w składzie: Luigi Cantone, Marco Antonio Mandruzzato, Carlo Agostoni, Edoardo Mangiarotti, Fiorenzo Marini i Dario Mangiarotti zdobyli srebrny medal drużynowo, przegrywając olimpijski finał z Francuzami (w którym Cantone nie wystąpił, walczył w poprzednich rundach). Następnie wywalczył złoty medal w turnieju indywidualnym. W rundzie finałowej wygrał siedem z dziewięciu pojedynków, pewnie wyprzedzając Szwajcara Oswalda Zappelliego i Edoardo Mangiarottiego. Po zawodach drużynowych nie był przewidziany do startu indywidualnego, wybrano go jednak jako zastępstwo za kontuzjowanego Dario Mangiarottiegio. Były to jego jedyny starty olimpijskie. 
Podczas mistrzostw świata w Lizbonie w 1947 roku razem z kolegami z reprezentacji zdobył brązowy medal w zawodach drużynowych. W tej samej konkurencji wspólnie z Roberto Battaglią, Marco Antonio Mandruzzato, Dario Mangiarottim, Edoardo Mangiarottim i Antonio Spallino zdobył złoty medal na mistrzostwach świata w Kairze dwa lata później.